# Proprioseius anthurus
Proprioseius anthurus är en spindeldjursart som beskrevs av Denmark och Muma 1966. Proprioseius anthurus ingår i släktet Proprioseius och familjen Phytoseiidae. Inga underarter finns listade i Catalogue of Life.